# Панасівка (Глуховецька селищна громада)
Пана́сівка — село в Україні, у Глуховецькій громаді Хмільницького району Вінницької області. Населення становить 204 осіб.

## Географія
Через село тече річка Закіянка, права притока Гуйви.

## Відомі люди
Уродженцями села є
- Мазур Василь Костянтинович — міський голова міста Бердичів Житомирської області України.
- Чорноус Володимир Михайлович (1988—2014) — старший лейтенант Збройних сил України, учасник російсько-української війни.